# Picot escapulat de Guatemala
El picot escapulat de Guatemala (Colaptes mexicanoides) és una espècie d'ocell de la família dels pícids (Picidae) que habita boscos oberts i mixtes i ciutats des de l'extrem sud de Mèxic fins Nicaragua.